# 扬·科谢克
扬·科谢克（捷克語：Jan Košek，1914年1月11日—1979年3月7日），捷克男子冰球运动员。他曾代表捷克斯洛伐克国家队参加1936年冬季奥林匹克运动会冰球比赛，结果队伍获得第四名。